# Општина Пипириг (Њамц)
Пипириг (рум. Pipirig) општина је у Румунији у округу Њамц.
Oпштина се налази на надморској висини од 577 m.